# ФК ФеТАКСИ ШК
ФК ФеТАКСИ ШК (мађ. FőTAXI SC), је био мађарски фудбалски клуб . Седиште клуба је било у Будимпешти, Мађарска. Боје клуба су сиво и браон.

## Историјат клуба
Клуб је основан 1932. године а угашен 1987. године. Дебитовао је у елитној мађарској лиги у сезони 1947/48. Првенство је завршио на задњем седамнаестом месту пошто је одустао од такмичења. 

## Историјат имена
- 1932–1940 Аутотакси ШК − Autótaxi Sport Club
- 1945–1946 МаДИС ТЕ Зугло − Zuglói MaDISz TE
- 1946–1949 МОГИРТ ШК − MOGÜRT SC
- 1949–1950 Аутотакси ШЕ − Autótaxi SE
- 1950–1951 Аутотакси Мункаш ШК − Autótaxi Munkás Sport Club
- 1951–1957 Аутотакси Елере СШ − Előre Autótaxi SK
- 1957–1978 Аутотакси Мункаш ШК − Autótaxi Munkás Sport Club
- 1978–1987 ФеТАКСИ ШК − FőTAXI SC

## Достигнућа
- Прва лига Мађарске у фудбалу:
  - 9. место (1) :1945.
  - 10. место (1) :1945/46.
  - 17. место (1) :1947/48.
- Друга лига Мађарске у фудбалу:
  - шампион (1) :1947.